# Нижнесикиязово
Нижнесикиязово (баш. Түбәнге һикеяҙ) — село в Балтачевском районе Башкортостана, центр Нижнесикиязовского сельсовета.

## Географическое положение
Расстояние до:
- районного центра (Старобалтачёво): 17 км,
- ближайшей ж/д станции (Куеда): 53 км.

## Население
| 2002 | 2009 | 2010 |
| ---- | ---- | ---- |
| 551  | ↗576 | ↘459 |

Согласно переписи 2002 года, преобладающая национальность — башкиры (91 %).

## Религия
В селе есть мечеть.